# Эвертон Антонио Перейра
Эвертон Антонио Перейра (порт. Everton Antônio Pereira; 15 ноября 1979, Сан-Жозе-ду-Риу-Прету, Бразилия) — бразильский футболист, полузащитник.

## Биография
В 2003 году выступал за «Таубате». Позже играл в украинской «Таврии», бразильских клубах «Такуаритинга» и «Гало Маринга». В 2006 году перешёл в клуб «Вильнюс» из Литвы. В сезоне 2007/08 выступал на правах аренды в польской «Ягеллонии», в 2008 году был четыре месяца в аренде в «Лодзи», но не провёл ни одного матча. Летом 2008 года был куплен «Ягеллонией» у «Вильнюса» за 40 тысяч евро.
В январе 2009 года получил статус свободного агента, а затем перешёл в мальтийский клуб «Таршин Рэйнбоус». Дебютировал за команду 22 августа в матче мальтийской Премьер-лиги против клуба «Дингли Сваллоуз». Дебютным голом отметился 3 октября в игре против команды «Слима Уондерерс».